# 山形県道22号山形天童線
山形県道22号山形天童線（やまがたけんどう22ごう やまがたてんどうせん）は、山形県山形市から天童市に至るる県道（主要地方道）である。

## 概要
かつての羽州街道で、国道13号山形バイパスが開通してからは"旧国道13号"と呼ばれることもある。しかし、この区間は道路が狭いために新たに4車線の新しい道路の整備が進んでおり、山形市千歳と東根市羽入を結ぶ道路を整備している。2010年現在は山形市千歳と天童市中里の間、天童市南小畑と成生の間が完成している。

### 路線データ
- 陸上距離：17.1km[1][出典無効]
- 起点：山形市旅篭町（国道112号交点）
- 終点：天童市乱川（国道13号・山形県道120号東根尾花沢線交点）

## 歴史
- 1993年（平成5年）5月11日 - 建設省から、県道山形天童線が山形天童線として主要地方道に指定される[2]。

## 路線状況

### 名称・愛称
- 羽州街道

### 重複区間
- 山形県道172号北山形停車場大野目線（山形市宮町 - 落合）

### 橋梁
- 千歳橋（山形市、馬見ヶ崎川）
- 緑橋（山形市、野呂川）
- 上柳橋（山形市、野呂川）
- 立谷川橋（山形市-天童市、立谷川）
- 天山橋（山形市-天童市、立谷川）
- 天童跨線橋（天童市、奥羽本線）
- 多嘉橋（天童市、倉津川）
- 豊橋（天童市、押切川）
- 上押切橋（天童市、押切川）
- 万代橋（天童市、乱川）

## 地理

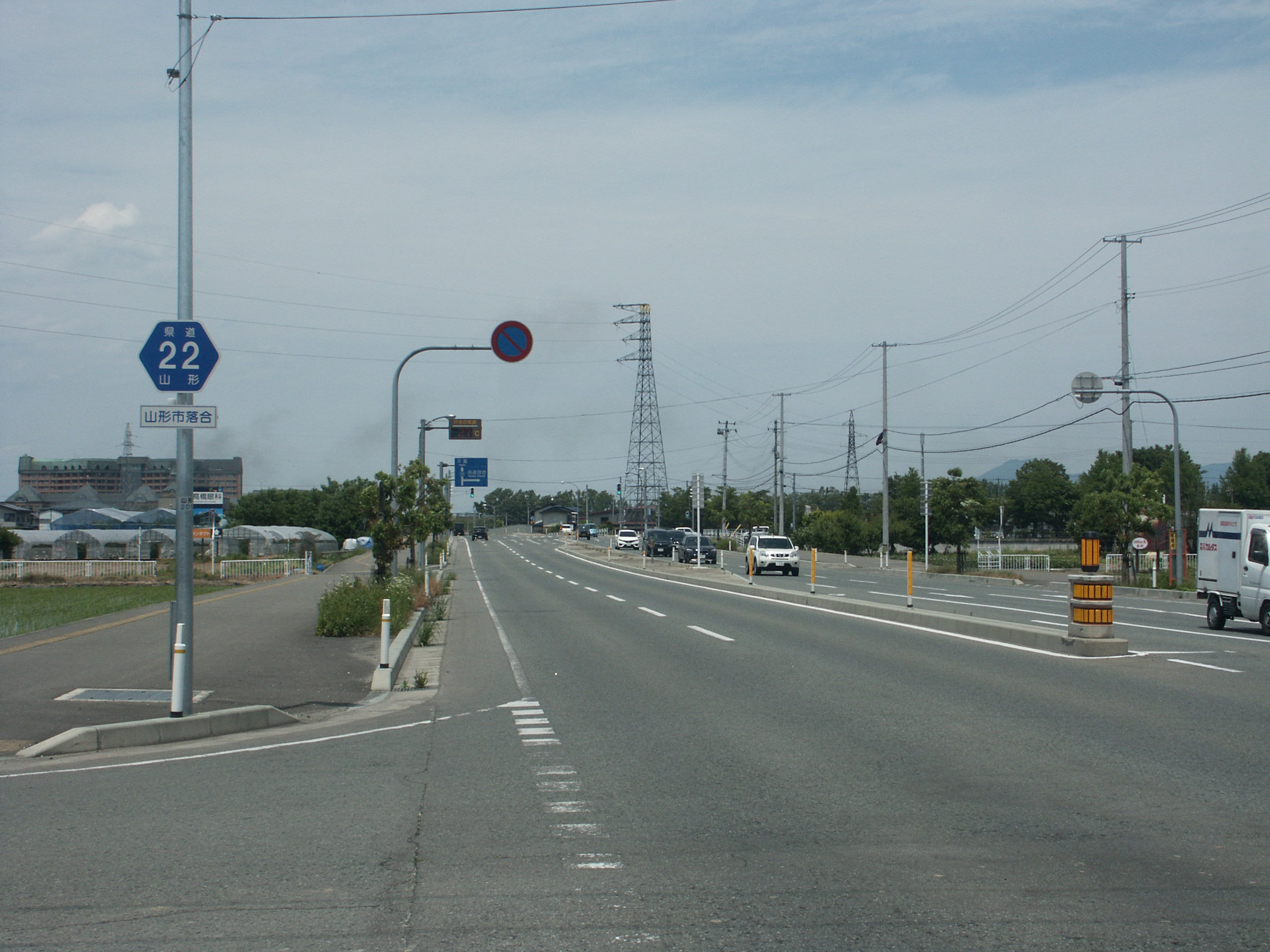
山形市落合付近

### 通過する自治体
- 山形県
  - 山形市、天童市

### 交差する道路
- 国道112号・山形県道49号山形山辺線
- 山形県道172号北山形停車場大野目線
- 山形県道174号大野目内表線
- 山形県道276号東山七浦線
- 山形県道275号大森中野線
- 山形県道24号天童寒河江線
- 山形県道277号長岡中山線
- 山形県道111号天童山寺公園線
- 山形県道280号天童停車場若松線
- 山形県道23号天童大江線
- 山形県道110号天童河北線
- 国道13号（山形北バイパス）・山形県道120号東根尾花沢線

## 沿道の施設など
- 山形市総合スポーツセンター
- 山形県立中央病院
- 山形県立保健医療大学
- 羽陽学園短期大学
- 乱川駅（奥羽本線）